# Пьянство и его последствия
«Пьянство и его последствия» — русский немой полнометражный научно-популярный фильм режиссёра А. Л. Дворецкого, снятый в 1913 году.

## Сюжет
Фильм не сохранился. Он был снят с целью показать последствия злоупотребления алкоголем и пропагандировать здоровый образ жизни. На основе немногочисленных сохранившихся киноматериалов и рецензий известно, что в фильме демонстрировались органы (желудок и печень) здорового человека и пьяницы, а актёр Иван Мозжухин играл алкоголика в состоянии белой горячки, которому чудится чёрт и двоится в глазах.

## Производство
Съёмки фильма проводились Научным отделом Фабрики Ханжонкова. Картина была снята при участии докторов медицины Ф. А. Андреева и А. М. Коровина, приват-доцентов Московского Университета А. Н. Бернштейна, Т. И. Вяземского, М. Н. Шатерникова и доктора медицины В. Я. Канеля. В фильме демонстрировались диаграммы, материалы для которых были взяты из собрания Противоалкогольного музея при Московском столичном попечительстве о народной трезвости. Показанные в фильме опыты были произведены в собственной физиологической лаборатории фирмы и в Институте общества патологии Высших женских курсов.
При производстве фильма были использованы приёмы кукольной анимации. Пионер данного метода Владислав Старевич изготовил кукольного чёртика, которого использовал для сцены белой горячки.

## Прокат
Фильм демонстрировался в период Великого поста, хотя показы кинофильмов в это время были запрещены. Картина привлекла широкое общественное внимание, отзывы о ней печатались не только в специализированных киноизданиях, но и в крупнейших российских газетах. Связано это было с тем, что в стране была развёрнута антиалкогольная кампания. В особенности интерес к фильму проявили военные, которые рекомендовали его просмотр в частях войск и военно-учебных заведениях.

## Реконструкция
В 2001 году историк кино Николай Изволов на основе двенадцати срезок, двенадцати аутентичных кадриков и нескольких рецензий 1913 года создал экспромт-реконструкцию фильма. Изволов создал общую композицию картины, текст рецензий читали Евгений Марголит и Сергей Забродин. Для реконструкции были использованы рецензии Николая Шебуева из «Вестника кинематографии» и Nellie из «Воронежского телеграфа».